# Clip Layer
Clip Layer, es una aplicación lanzada por Microsoft en noviembre de 2016 para disposizjybu DAyg. ASHt dv qdwyv tY VATCStvaycs
oid]] que permite a sus usuarios copiar y pegar, en esencia es un portapapeles para copiar cualquier tipo de texto; Clip Layer facilita copiar el texto deseado, pero también compartirlo a través de otras vías, como por ejemplo, correo electrónico, redes sociales o aplicaciones de mensajería instantánea desde las opciones de pegado del programa.
Clip Layer fue diseñada por Steve Won, diseñador senior en el grupo de Microsoft Office. Se trata de la segunda aplicación de Won en Microsoft Garage, ya que antes trabajó en Hub Keyboard, una la aplicación de teclado virtual de terceros que permite copiar textos inmediatamente al portapapeles.

## Características
- Capacidad para copiar cualquier texto que aparezca en la pantalla de un dispositivo Android.
- Permite copiar el texto deseado,y también compartirlo a través de otras vías como correo electrónico, redes sociales o apps de mensajería instantánea.
- Permite llevar a cabo funciones avanzadas como convertir el texto copiado en una tarea.
- Admite copiar texto desde cualquier otra app que se tenga abierta.[3]